# NJPW Destruction
NJPW Destruction  es un evento anual de pago por visión producido por la empresa de lucha libre profesional New Japan Pro-Wrestling que se realiza desde 2007. De 2013 a 2014, el evento también se emitió fuera de Japón como pago por visión de Internet (iPPV). Desde 2015, el evento se ha emitido en todo el mundo en el sitio de transmisión de Internet de NJPW. Destruction se lleva a cabo actualmente durante el mes de septiembre como el primer gran evento desde la conclusión del G1 Climax, con varios combates del evento a menudo derivados de luchas anteriores en el G1 Climax. Destruction también continúa el camino hacia el evento Wrestle Kingdom, que comienza en el G1 Climax.
Desde 2014, Destruction no presentó luchas por el Campeonato Peso Pesado de la IWGP hasta la edición del 2018, siendo por ende encabezado por luchas por los otros títulos, como el Campeonato Intercontinental de la IWGP, o por la oportunidad ganada en el G1 Climax por el Campeonato Peso Pesado de la IWGP en Wrestle Kingdom. En cambio, las luchas por el Campeonato Peso Pesado de la IWGP son presentadas en el evento King of Pro-Wrestling, el cual se celebra poco después a principios de octubre.

## Fechas y lugares
| Evento                          | Fecha                    | Lugar                               | Estadio                                 | Asistencia                  | Evento principal                        |        |
| ------------------------------- | ------------------------ | ----------------------------------- | --------------------------------------- | --------------------------- | --------------------------------------- | ------ |
| Destruction '07                 | 11 de noviembre de 2007  | Tokio, Japón                        | Ryōgoku Kokugikan                       | 6.500                       | Hiroshi Tanahashi vs. Hirooki Goto      | [ 1 ]  |
| Destruction '08                 | 13 de octubre de 2008    | 9.000                               | Keiji Mutoh vs. Shinsuke Nakamura       | [ 2 ]                       |                                         |        |
| Destruction '09                 | 8 de noviembre de 2009   | 7.500                               | Shinsuke Nakamura vs. Hiroshi Tanahashi | [ 3 ]                       |                                         |        |
| Destruction '10                 | 11 de octubre de 2010    | 8.800                               | Togi Makabe vs. Satoshi Kojima          | [ 4 ]                       |                                         |        |
| Destruction '11                 | 10 de octubre de 2011    | 6.500                               | Hiroshi Tanahashi vs. Tetsuya Naito     | [ 5 ]                       |                                         |        |
| Destruction (2012)              | 23 de septiembre de 2012 | Kobe, Japón                         | World Memorial Hall                     | 8.000                       | Hiroshi Tanahashi vs. Naomichi Marufuji | [ 6 ]  |
| Destruction (2013)              | 29 de septiembre de 2013 | Kazuchika Okada vs. Satoshi Kojima  | [ 7 ]                                   |                             |                                         |        |
| Destruction in Kobe (2014)      | 21 de septiembre de 2014 | Bad Luck Fale vs. Shinsuke Nakamura | [ 8 ]                                   |                             |                                         |        |
| Destruction in Okayama (2014)   | 23 de septiembre de 2014 | Okayama, Japón                      | Convex Okayama                          | 3.600                       | Kazuchika Okada vs. Karl Anderson       | [ 9 ]  |
| Destruction in Okayama (2015)   | 23 de septiembre de 2015 | Momotaro Arena                      | 3.160                                   | Togi Makabe vs. Kota Ibushi | [ 10 ]                                  |        |
| Destruction in Kobe (2015)      | 27 de septiembre de 2015 | Kobe, Japón                         | World Memorial Hall                     | 6.120                       | Hirooki Goto vs. Shinsuke Nakamura      | [ 11 ] |
| Destruction in Tokyo (2016)     | 17 de septiembre de 2016 | Tokio, Japón                        | Ota City General Gymnasium              | 2.803                       | Kushida vs. Bushi                       | [ 12 ] |
| Destruction in Hiroshima (2016) | 22 de septiembre de 2016 | Hiroshima, Japón                    | Hiroshima Sun Plaza Hall                | 2.801                       | Kenny Omega vs. Yoshi-Hashi             | [ 13 ] |
| Destruction in Kobe (2016)      | 25 de septiembre de 2016 | Kobe, Japón                         | World Memorial Hall                     | 5.432                       | Michael Elgin vs. Tetsuya Naito         | [ 14 ] |
| Destruction in Fukushima (2017) | 10 de septiembre de 2017 | Fukushima, Japón                    | Azuma Gymnasium                         | 2.056                       | Minoru Suzuki vs. Michael Elgin         | [ 15 ] |
| Destruction in Hiroshima (2017) | 16 de septiembre de 2017 | Hiroshima, Japón                    | Hiroshima Sun Plaza Hall                | 3.601                       | Hiroshi Tanahashi vs. Zack Sabre Jr.    | [ 16 ] |
| Destruction in Kobe (2017)      | 24 de septiembre de 2017 | Kobe, Japón                         | World Memorial Hall                     | 5.482                       | Kenny Omega vs. Juice Robinson          | [ 17 ] |
| Destruction in Hiroshima (2018) | 15 de septiembre de 2018 | Hiroshima, Japón                    | Hiroshima Sun Plaza Hall                | 3.761                       | Kenny Omega vs. Tomohiro Ishii          | [ 18 ] |
| Destruction in Beppu (2018)     | 17 de septiembre de 2018 | Beppu, Japón                        | Beppu Beacon Plaza                      | 2.280                       | Tetsuya Naito vs. Minoru Suzuki         | [ 19 ] |
| Destruction in Kobe (2018)      | 23 de septiembre de 2018 | Kobe, Japón                         | World Memorial Hall                     | 6.454                       | Hiroshi Tanahashi vs. Kazuchika Okada   | [ 20 ] |
| Destruction in Beppu (2019)     | 15 de septiembre de 2019 | Beppu, Japón                        | Beppu Beacon Plaza                      | 2.430                       | Hiroshi Tanahashi vs. Zack Sabre Jr.    | [ 21 ] |
| Destruction in Kagoshima (2019) | 16 de septiembre de 2019 | Kagoshima, Japón                    | Kagoshima Arena                         | 4.004                       | Kota Ibushi vs. Kenta                   | [ 22 ] |
| Destruction in Kobe (2019)      | 22 de septiembre de 2019 | Kobe, Japón                         | World Memorial Hall                     | 6.148                       | Tetsuya Naito vs. Jay White             | [ 23 ] |
| Destruction in Kobe (2023)      | 24 de septiembre de 2023 | Kobe, Japón                         | World Memorial Hall                     | 4.212                       | Will Ospreay vs. Yota Tsuji             | [ 24 ] |
| Destruction in Ryogoku          | 9 de octubre de 2023     | Tokio, Japón                        | Arena Kokugikan                         | 5.002                       | Sanada vs. Evil                         | [ 25 ] |
| Destruction in Kobe (2024)      | 29 de septiembre de 2024 | Kobe, Japón                         | World Memorial Hall                     | 4.528                       | Tetsuya Naito vs. Great-O-Khan          | [ 26 ] |

## Resultados

### 2007
Destruction '07 tuvo lugar el 11 de noviembre de 2007 desde el Ryōgoku Kokugikan en Tokio, Japón.
En paréntesis se indica el tiempo de cada combate:
- Koji Kanemoto y Wataru Inoue derrotaron a Ryusuke Taguchi y Yujiro (6:40).
- Togi Makabe derrotó a Milano Collection A.T. (9:39).
  - Makabe cubrió a A.T. después de un «King Kong Knee Drop».
- Tiger Mask derrotó a Ron Killings
- Bono Tiger y Tiger Mask derrotaron a G.B.H. (Tomoaki Honma y Tomohiro Ishii) (6:20).
- Triple X (Christopher Daniels y Senshi) derrotaron a RISE (Minoru y Prince Devitt) (17:23).
- Rhino derrotó a Toru Yano (9:18).
- Legend (Akira, Jushin Thunder Liger, Masahiro Chono, Riki Choshu y Super Strong Machine) derrotaron a Mitsuhide Hirasawa, Taichi Ishikari, Takashi Iizuka, Takashi Uwano y Tetsuya Naito (8:21).
- Dick Togo y Taka Michinoku (c) derrotaron a Gedo & Jado y retuvieron el Campeonato Peso Pesado Junior en Parejas de la IWGP (20:16).
- RISE (Giant Bernard y Shinsuke Nakamura) derrotaron a Manabu Nakanishi y Yuji Nagata (16:15).
- Hiroshi Tanahashi (c) derrotó a Hirooki Goto y retuvo el Campeonato Peso Pesado de la IWGP (31:32).
  - Tanahashi cubrió a Goto después de un «High Fly Flow».

### 2008
Destruction '08 tuvo lugar el 13 de octubre de 2008 desde el Ryōgoku Kokugikan en Tokio, Japón.
En paréntesis se indica el tiempo de cada combate:
- Dark match: Ryusuke Taguchi y Wataru Inoue derrotaron a Unione (Milano Collection A.T. y Taichi) (7:04).
- No Limit (Tetsuya Naito & Yujiro) derrotaron a Prince Prince (Minoru & Prince Devitt) (c) y ganaron el Campeonato Peso Pesado Junior en Parejas de la IWGP (11:34).
- Great Bash Heel (Gedo, Jado & Low Ki) derrotaron a Jushin Thunder Liger, Koji Kanemoto y Tiger Mask (7:46).
- Great Bash Heel (Togi Makabe, Tomohiro Ishii & Toru Yano) derrotaron a F4 (Hiroshi Yamato, Kai & Satoshi Kojima) (10:06).
- Manabu Nakanishi y Yutaka Yoshie derrotaron a Hiroshi Tanahashi y Masahiro Chono (10:24).
- Giant Bernard derrotó a Hirooki Goto (13:44).
  - Bernard cubrió a Goto después de un «Bernard Bomb».
- Takashi Iizuka derrotó a Hiroyoshi Tenzan (21:24).
  - Iizuka cubrió a Tenzan después de un «Iron Finger from Hell».
- Yuji Nagata derrotó a Masato Tanaka (c) y ganó el Campeonato Mundial Peso Pesado de Zero1 (18:06).
  - Nagata cubrió a Tanaka después de un «Backdrop Hold».
- Keiji Mutoh (c) derrotó a Shinsuke Nakamura y retuvo el Campeonato Peso Pesado de la IWGP (21:39).
  - Mutoh cubrió a Nakamura después de un «Senkou Youjutsu».

### 2009
Destruction '09 tuvo lugar el 8 de noviembre de 2009 desde el Ryōgoku Kokugikan en Tokio, Japón.
En paréntesis se indica el tiempo de cada combate:
- Gedo & Jado derrotaron a Apollo 55 (Prince Devitt & Ryusuke Taguchi) (9:32).
- Tajiri derrotó a Kazuchika Okada (9:03).
  - Tajiri cubrió a Okada después de un «Buzzsaw Kick».
- Koji Kanemoto, Manabu Nakanishi y Takao Omori derrotaron a Legend (Akira, Jushin Thunder Liger & Masahiro Chono) (9:44).
- Seigigun (Wataru Inoue & Yuji Nagata) derrotaron a Chaos (Tomohiro Ishii & Toru Yano) (11:00)
- Tiger Mask derrotó a Místico (c) y ganó el Campeonato Peso Pesado Junior de la IWGP (12:01).
  - Mask cubrió a Místico después de un «Destroy Suplex».
- Los Campeones en Parejas de la IWGP Team 3D (Brother Devon & Brother Ray) (c) y Bad Intentions (Giant Bernard & Karl Anderson) terminaron sin resultado (15:42).
  - Como consecuencia, Team 3D retuvieron los campeonatos.
- Masato Tanaka derrotó a Hirooki Goto (14:28).
  - Tanaka cubrió a Goto después de un «Complete Dust».
- Togi Makabe derrotó a Takashi Iizuka (16:55).
  - Makabe cubrió a Iizuka después de un «King Kong Knee Drop».
- Shinsuke Nakamura (c) derrotó a Hiroshi Tanahashi y retuvo el Campeonato Peso Pesado de la IWGP (22:47).
  - Nakamura cubrió a Tanahashi después de un «Bomba Ye».

### 2010
Destruction '10 tuvo lugar el 11 de octubre de 2010 desde el Ryōgoku Kokugikan en Tokio, Japón.
En paréntesis se indica el tiempo de cada combate:
- Manabu Nakanishi derrotó a Tama Tonga (6:11).
  - Nakanishi cubrió a Tonga después de un «Hercules Cutter».
- Bad Intentions (Giant Bernard & Karl Anderson) y Tiger Mask derrotaron a Chaos (Takashi Iizuka, Tomohiro Ishii & Yujiro Takahashi) por descalificación (11:32).
- Complete Players (Gedo, Jado & Masato Tanaka) derrotaron a Jushin Thunder Liger, Tomoaki Honma y Wataru Inoue (9:55).
- Tajiri derrotó a Toru Yano (9:55).
  - Tajiri cubrió a Yano después de un «Buzzsaw Kick».
- Golden☆Lovers (Kenny Omega & Kota Ibushi) derrotaron a Apollo 55 (Prince Devitt & Ryusuke Taguchi) (c) y ganaron el Campeonato Peso Pesado Junior en Parejas de la IWGP (15:05).
  - Ibushi y Omega cubrieron a Taguchi después de un «Golden-Trigger».
- Koji Kanemoto y Yuji Nagata derrotaron a Atsushi Aoki y Go Shiozaki (17:14).
- Hirooki Goto derrotó a Shinsuke Nakamura (16:08).
  - Goto cubrió a Nakamura después de un «Goto Shiki».
- Hiroshi Tanahashi derrotó a Tetsuya Naito (19:59).
  - Tanahashi cubrió a Naito después de un «High Fly Flow».
- Satoshi Kojima derrotó a Togi Makabe (c) y ganó el Campeonato Peso Pesado de la IWGP (19:12).
  - Kojima cubrió a Makabe después de un «Kojima Cutter».

### 2011
Destruction '11 tuvo lugar el 10 de octubre de 2011 desde el Ryōgoku Kokugikan en Tokio, Japón.
En paréntesis se indica el tiempo de cada combate:
- Dark match: Hiromu Takahashi y Kyosuke Mikami derrotaron a King Fale y Takaaki Watanabe (8:47).
  - Mikami cubrió a Watanabe después de un «Boston Crab».
- KUSHIDA, Schwarz, Tiger Mask y Weiss derrotaron a Chaos (Gedo, Jado, Takashi Iizuka & Tomohiro Ishii) (7:53).
  - KUSHIDA cubrió a Gedo después de un «9469».
- Yujiro Takahashi derrotó a Tomoaki Honma (8:22).
  - Takahashi cubrió a Honma después de un «Tokyo Pimps».
- Lance Archer derrotó a Wataru Inoue (7:39).
  - Archer cubrió a Inuoe después de un «Dark Days».
- Hirooki Goto y Tama Tonga derrotaron a Shinsuke Nakamura y Último Guerrero (11:03).
  - Goto cubrió a Guerrero después de un «Shouten Kai».
- No Remorse Corps (Davey Richards & Rocky Romero) derrotaron a Apollo 55 (Prince Devitt & Ryusuke Taguchi) (c) y ganaron el Campeonato Peso Pesado Junior en Parejas de la IWGP (13:29).
  - Richards cubrió a Devitt después de un «Contract Killer».
- Satoshi Kojima derrotó a Hiroyoshi Tenzan (10:08).
  - Kojima cubrió a Tenzan después de un «Clothesline».
- Yuji Nagata derrotó a Toru Yano (12:08).
  - Nagata cubrió a Yano después de un «Reverse Nagata Lock III».
- Masato Tanaka derrotó a MVP (c) y ganó el Campeonato Intercontinental de la IWGP (12:30).
  - Tanaka cubrió a MVP después de un «Sliding D».
- Minoru Suzuki derrotó a Togi Makabe (13:15).
  - Suzuki cubrió a Makabe después de un «Gotch-Style Piledriver».
- Hiroshi Tanahashi (c) derrotó a Tetsuya Naito y retuvo el Campeonato Peso Pesado de la IWGP (29:19).
  - Tanahashi cubrió a Naito después de un «High Fly Flow».
  - Después de la lucha, Toru Yano atacó a Tanahashi con una silla.

### 2012
Destruction 2012 tuvo lugar el 23 de septiembre de 2012 desde el Ryōgoku Kokugikan en Kobe, Japón.
En paréntesis se indica el tiempo de cada combate:
- Chaos (Takashi Iizuka & Tomohiro Ishii) derrotaron a Captain New Japan y Tama Tonga (9:16).
  - Ishii cubrió a Captain después de un «Vertical-Drop Brainbuster».
- Alex Shelley, Bushi y KUSHIDA derrotaron a Chaos (Alex Koslov, Gedo & Rocky Romero) (9:37).
  - KUSHIDA cubrió a Koslov después de un «I-49».
- Low Ki derrotó a Daisuke Sasaki (8:45).
  - Ki cubrió a Koslov después de un «I-49».
- Suzuki-gun (Harry Smith, Lance Archer & Minoru Suzuki) derrotaron a Tencozy (Hiroyoshi Tenzan & Satoshi Kojima) y Yuji Nagata (12:02).
  - Suzuki cubrió a Nagata después de un «Gotch-Style Piledriver».
- Togi Makabe derrotó a Kengo Mashimo (9:02).
  - Makabe cubrió a Mashimo después de un «King Kong Kneedrop».
- Laughter7 (Katsuyori Shibata & Kazushi Sakuraba) derrotaron a Hiromu Takahashi y Wataru Inoue (3:03).
  - Shibata cubrió a Takahashi después de un «Penality Kick».
- Kota Ibushi (c) derrotó a Ryusuke Taguchi y retuvo el Campeonato Peso Pesado Junior de la IWGP (17:06).
  - Ibushi cubrió a Taguchi después de un «Firebird Splash».
- Hirooki Goto, Karl Anderson y Tetsuya Naito derrotaron a Chaos (Kazuchika Okada, Shinsuke Nakamura & Yujiro Takahashi) (15:08).
  - Goto cubrió a Okada después de un «Shouten Kai».
- Hiroshi Tanahashi (c) derrotó a Naomichi Marufuji y retuvo el Campeonato Peso Pesado de la IWGP (23:35).
  - Tanahashi cubrió a Marufuji después de un «High Fly Flow».

### 2013
Destruction 2013 tuvo lugar el 29 de septiembre de 2013 desde el Ryōgoku Kokugikan en Kobe, Japón.
En paréntesis se indica el tiempo de cada combate:
- Chaos (Takashi Iizuka, Yoshi-Hashi & Yujiro Takahashi) derrotaron a Bushi, Takaaki Watanabe y Tiger Mask (6:13).
- Time Splitters (Alex Shelley and KUSHIDA) derrotaron a Suzuki-gun (Taichi & Taka Michinoku) y ganaron una oportunidad por el Campeonato Peso Pesado Junior en Parejas de la IWGP (12:10).
- Rob Conway (c) (con Bruce Tharpe) derrotó a Jushin Thunder Liger y retuvo el Campeonato Mundial Peso Pesado de la NWA (8:16).
  - Conway cubrió a Liger después de un «Ego Trip».
- Captain New Japan, Máscara Dorada, Togi Makabe & Tomoaki Honma derrotaron a Bullet Club (Bad Luck Fale, Karl Anderson, Rey Bucanero & Tama Tonga) (10:05).
- Toru Yano derrotó a Minoru Suzuki por cuenta fuera (8:56).
- Laughter7 (Katsuyori Shibata & Kazushi Sakuraba) derrotaron a Manabu Nakanishi y Yuji Nagata (10:49).
  - Shibata cubrió a Nagata después de un «Penality Kick».
- Hiroshi Tanahashi derrotó a Prince Devitt en un Lumberjack Deathmatch (13:32).
  - Tanahashi cubrió a Devitt después de un «High Fly Flow».
  - Los leñadores fueron: Captain New Japan, Tiger Mask, Togi Makabe y Tomoaki Honma, por parte de Tanahashi; y Bad Luck Fale, Karl Anderson, Rey Bucanero y Tama Tonga, por parte de Devitt.
- Tetsuya Naito derrotó a Masato Tanaka (c) (con Lisa & Mao) y retuvo su oportunidad por el Campeonato Peso Pesado de la IWGP en Wrestle Kingdom 8 y también ganó el Campeonato de Peso Abierto NEVER (18:10).
  - Naito cubrió a Tanaka después de un «Stardust Press».
- Shinsuke Nakamura (c) derrotó a Shelton Benjamin y retuvo el Campeonato Intercontinental de la IWGP (12:07).
  - Nakamura cubrió a Benjamin después de un «Boma Ye».
- Kazuchika Okada (con Gedo) (c) derrotó a Satoshi Kojima y retuvo el Campeonato Peso Pesado de la IWGP (24:44).
  - Okada cubrió a Kojima después de un «Rainmaker».

### 2014: Destruction in Kobe
Destruction in Kobe 2014 tuvo lugar el 21 de septiembre de 2014 desde el Ryōgoku Kokugikan en Kobe, Japón.
En paréntesis se indica el tiempo de cada combate:
- Chaos (Alex Koslov, Rocky Romero & Tomohiro Ishii) derrotaron a Bullet Club (Matt Jackson, Nick Jackson & Yujiro Takahashi) (7:51).
  - Romero cubrió a Nick después de un «Contract Killer».
- Alex Shelley, Bushi y Máximo derrotaron a Suzuki-gun (El Desperado, Taichi & Taka Michinoku) por descalificación (2:43).
  - Suzuki-gun fue descalificado después de que Taichi atacara a Shelley, Bushi y Máximo.
- Hiroyoshi Tenzan, Satoshi Kojima, Jushin Thunder Liger y Tomoaki Honma derrotaron a Yuji Nagata, Manabu Nakanishi, Tiger Mask IV y Captain New Japan (5:22).
  - Honma cubrió a Captain después de un «Kokeshi».
- Kazushi Sakuraba y Toru Yano derrotaron a Suzuki-gun (Minoru Suzuki & Takashi Iizuka) (11:34).
  - Yano cubrió a Iizuka después de un «Akakiri».
- Ryusuke Taguchi derrotó a KUSHIDA (c) y ganó el Campeonato Peso Pesado Junior de la IWGP (14:55).
  - Taguchi cubrió a KUSHIDA después de un «Ankle Hold».
- Kota Ibushi y Tetsuya Naito derrotaron a Bullet Club (A.J. Styles & Tama Tonga) (12:57).
  - Ibushi cubrió a Tonga después de un «Phoenix Splash».
- Bullet Club (Doc Gallows & Karl Anderson) (c) derrotaron a Chaos (Kazuchika Okada & Yoshi-Hashi) y retuvieron el Campeonato en Parejas de la IWGP (12:57).
  - Gallows cubrió a Hashi después de un «Magic Killer».
- Togi Makabe derrotó a Hirooki Goto (14:38).
  - Makabe cubrió a Goto después de un «King Kong Kneedrop».
- Hiroshi Tanahashi (c) derrotó a Katsuyori Shibata (17:57).
  - Tanahashi cubrió a Shibata después de un «High Fly Flow».
- Shinsuke Nakamura derrotó a Bad Luck Fale (con Matt Jackson & Nick Jackson) (c) y ganó el Campeonato Intercontinental de la IWGP (19:13).
  - Nakamura cubrió a Fale después de un «Boma Ye».

### 2014: Destruction in Okayama
Destruction in Okayama 2014 tuvo lugar el 23 de septiembre de 2014 desde el Convex Okayama en Okayama, Japón.
En paréntesis se indica el tiempo de cada combate:
- Bushi, Captain New Japan, Ryusuke Taguchi derrotaron a Jushin Thunder Liger, Máximo and Tiger Mask (5:05).
  - Bushi cubrió a Máximo después de un «MX».
- The Young Bucks (Matt Jackson & Nick Jackson) derrotaron a Forever Hooligans (Alex Koslov & Rocky Romero) (9:57).
  - Nick cubrió a Romero después de un «More Bang For Your Bucks».
- Gedo, Kazushi Sakuraba y Toru Yano derrotaron a Suzuki-gun (Minoru Suzuki, Taka Michinoku & Takashi Iizuka) (5:51).
  - Yano cubrió a Michinoku después de un «Urakasumi».
- Meiyu Tag (Hirooki Goto & Katsuyori Shibata) derrotaron a G.B.H. (Togi Makabe & Tomoaki Honma) (7:31).
  - Shibata cubrió a Honma después de un «PK».
- Time Splitters (Alex Shelley & KUSHIDA) (c) derrotaron a Suzuki-gun (El Desperado & Taichi) (con Taka Michinoku) y retuvieron el Campeonato Peso Pesado Junior en Parejas de la IWGP (15:01).
  - KUSHIDA cubrió a Taichi después de un «I-94».
- Chaos (Shinsuke Nakamura & Tomohiro Ishii) derrotaron a Bullet Club (Tama Tonga & Bad Luck Fale) (11:44).
  - Nakamura cubrió a Tonga después de un «Boma Ye».
- Tencozy (Hiroyoshi Tenzan & Satoshi Kojima) (c) derrotaron a Manabu Nakanishi y Yuji Nagata y retuvieron el Campeonato Mundial en Parejas de la NWA (15:08).
  - Kojima cubrió a Nagata después de un «Lariat».
- Yujiro Takahashi (c) (con Mao) derrotó a YOSHI-HASHI y retuvo el Campeonato de Peso Abierto NEVER (13:29).
  - Takahashi cubrió a Hashi después de un «Miami Shine».
- Hiroshi Tanahashi y Tetsuya Naito derrotaron a Bullet Club (A.J. Styles & Doc Gallows) (13:15).
  - Naito cubrió a Gallows después de un «Stardust Press».
- Kazuchika Okada (con Gedo) derrotó a Karl Anderson y retuvo su oportunidad por el Campeonato Peso Pesado de la IWGP en Wrestle Kingdom 9 (19:55).
  - Okada cubrió a Anderson después de un «Rainmaker».

### 2015: Destruction in Okayama
Destruction in Okayama 2015 tuvo lugar el 23 de septiembre de 2015 de 2014 desde el Momotaro Arena en Okayama, Japón.
En paréntesis se indica el tiempo de cada combate:
- Katsuyori Shibata, Sho Tanaka, Yohei Komatsu y Yuji Nagata derrotaron a David Finlay, Jay White, Manabu Nakanishi y Tetsuya Naito (7:47).
  - Nagata cubrió a White después de un «Backdrop Suplex».
- reDRagon (Bobby Fish & Kyle O'Reilly) derrotaron a Jushin Thunder Liger y Máscara Dorada (8:31).
  - O'Reilly cubrió a Dorada después de un «Chasing The Dragon».
- Tiger Mask IV derrotó a Steve Anthony (c) y ganó el Campeonato Mundial Peso Pesado Junior de la NWA (10:10).
  - Tiger cubrió a Anthony después de un «Reverse Double-Armbar».
- Hiroshi Tanahashi y Matt Sydal derrotaron a Bullet Club (Bad Luck Fale & Tama Tonga) (10:00).
  - Tanahashi cubrió a Tonga después de un «High Fly Flow».
- Bullet Club (Doc Gallows & Karl Anderson) (c) derrotaron a Tencozy (Hiroyoshi Tenzan & Satoshi Kojima) y retuvieron el Campeonato en Parejas de la IWGP (13:15).
  - Gallows cubrió a Kojima después de un «Magic Killer».
- Chaos (Beretta, Rocky Romero, Shinsuke Nakamura, Tomohiro Ishii & YOSHI-HASHI) derrotaron a Alex Shelley, Captain New Japan, Hirooki Goto, Ryusuke Taguchi y Tomoaki Honma (13:24).
  - Ishii cubrió a Captain después de un «Vertical-Drop Brainbuster».
- Chaos (Kazuchika Okada & Toru Yano) derrotaron a Bullet Club (A.J. Styles & Cody Hall) (9:52).
  - Yano cubrió a Hall después de un «Akakiri».
- Kenny Omega (con Doc Gallows) derrotó a KUSHIDA (c) (con Alex Shelley) y ganó el Campeonato Peso Pesado Junior de la IWGP (16:26).
  - Omega cubrió a KUSHIDA después de un «Katayoku no Tenshi».
- Togi Makabe (c) derrotó a Kota Ibushi y retuvo el Campeonato de Peso Abierto NEVER (18:41).
  - Makabe cubrió a Ibushi después de un «King Kong Kneedrop».

### 2015: Destruction in Kobe
Destruction in Kobe 2015 tuvo lugar el 27 de septiembre de 2015 desde el World Memorial Hall en Kobe, Japón.
En paréntesis se indica el tiempo de cada combate:
- Sho Tanaka y Yohei Komatsu derrotaron a David Finlay y Jay White (5:00).
  - Tanaka cubrió a White después de un «Single-Leg Boston Crab».
- Jushin Thunder Liger, Tiger Mask y Yuji Nagata derrotaron a Captain New Japan, Juice Robinson y Manabu Nakanishi (8:44).
  - Nagata cubrió a Robinson después de un «Backdrop Suplex Hold».
- Chaos (Beretta, Rocky Romero, Tomohiro Ishii & YOSHI-HASHI) derrotaron a Máscara Dorada, Ryusuke Taguchi, Togi Makabe y Tomoaki Honma (7:48).
  - Romero cubrió a Dorada después de un «Strong Zero».
- Hiroyoshi Tenzan, Matt Sydal y Satoshi Kojima derrotaron a Bullet Club (Doc Gallows, Karl Anderson & Kenny Omega) (10:52).
  - Sydal cubrió a Omega después de un «Shooting Star Press».
- Tetsuya Naito derrotó a Katsuyori Shibata (11:49).
  - Naito cubrió a Shibata después de un «Destino».
- Kazuchika Okada, Kazushi Sakuraba y Toru Yano derrotaron a Bullet Club (A.J. Styles, Cody Hall & Tama Tonga) (12:18).
  - Sakuraba cubrió a Hall después de un «Sakuraba Lock».
- reDRagon (Bobby Fish & Kyle O'Reilly) (c) derrotaron a Time Splitters (Alex Shelley & Kushida) y retuvieron el Campeonato Peso Pesado Junior en Parejas de la IWGP (16:17).
  - Fish cubrió a Shelley después de un «Chasing The Dragon».
  - Después de la lucha, Ropongi Vice (Romero y Baretta) atacaron a reDragon, luego de la celebración.
- Hiroshi Tanahashi derrotó a Bad Luck Fale y retuvo su oportunidad por el Campeonato Peso Pesado de la IWGP en Wrestle Kingdom 10 (16:37).
  - Tanahashi cubrió a Fale después de un «High Fly Flow».
- Shinsuke Nakamura derrotó a Hirooki Goto (c) y ganó el Campeonato Intercontinental de la IWGP (22:56).
  - Nakamura cubrió a Goto después de un «Boma Ye».

### 2016: Destruction in Tokyo
Destruction in Tokyo 2016 tuvo lugar el 17 de septiembre de 2016 desde el Ota City General Gymnasium en Tokio, Japón.
En paréntesis se indica el tiempo de cada combate:
- Roppongi Vice (Beretta & Rocky Romero) derrotaron a David Finlay y Henare (5:00).
  - Beretta cubrió a Henare después de un «Dude Buster».
- Yuji Nagata y Manabu Nakanishi derrotaron a Yoshitatsu y Captain New Japan (6:30).
  - Nagata cubrió a Captain después de un «Exploder of Justice».
- Togi Makabe, Tomoaki Honma y Tiger Mask IV derrotaron a Hiroyoshi Tenzan, Satoshi Kojima y Jushin Thunder Liger (8:53).
  - Honma cubrió a Liger después de un «Kokeshi».
- Chaos (Gedo, Hirooki Goto & Tomohiro Ishii) derrotaron a Bullet Club (Chase Owens, Tama Tonga & Tanga Loa) (11:05).
  - Ishii cubrió a Loa después de un «Vertical-Drop Brainbuster».
- Kyle O'Reilly derrotó a Juice Robinson (12:59).
  - O'Reilly cubrió a Robinson después de un «Armageddon».
- Chaos (Kazuchika Okada, Will Ospreay & YOSHI-HASHI) (con Gedo) derrotaron a Bullet Club (Bad Luck Fale, Kenny Omega & Yujiro Takahashi) (11:31).
  - Hashi cubrió a Takahashi después de un «Karma».
- Los Ingobernables de Japón (Evil, Sanada & Tetsuya Naito) derrotaron a Hiroshi Tanahashi, Michael Elgin y Ryusuke Taguchi (13:12).
  - Sanada cubrió a Taguchi después de un «Skull End».
  - Después de la lucha, Naito continuo atacando a Elgin.
- Katsuyori Shibata (c) derrotó a Bobby Fish y retuvo el Campeonato de Peso Abierto NEVER (16:41).
  - Shibata cubrió a Fish después de un «PK».
- Bushi derrotó a KUSHIDA (c) y ganó el Campeonato Peso Pesado Junior de la IWGP (21:03).
  - Bushi cubrió a KUSHIDA después de un «MX».

### 2016: Destruction in Hiroshima
Destruction in Hiroshima 2016 tuvo lugar el 22 de septiembre de 2016 desde el Hiroshima Sun Plaza Hall en Hiroshima, Japón.
En paréntesis se indica el tiempo de cada combate:
- Hiroyoshi Tenzan, Ricochet y Satoshi Kojima derrotaron a Captain New Japan, Togi Makabe y Yoshitatsu (8:20).
  - Kojima cubrió a Captain después de un «Lariat».
- reDRagon (Bobby Fish & Kyle O'Reilly), David Finlay y Ryusuke Taguchi derrotaron a Manabu Nakanishi, Tiger Mask IV, Tomoaki Honma y Yuji Nagata (6:46).
  - Kyle cubrió a Tiger Mask IV después de un «Chasing the Dragon».
- Guerrillas of Destiny (Tama Tonga & Tanga Loa) derrotaron a Roppongi Vice (Beretta & Rocky Romero) (8:35).
  - Tonga cubrió a Romero después de un «Guerrilla Warfare».
- Chaos (Hirooki Goto & Tomohiro Ishii) derrotaron a Bullet Club (Chase Owens & Yujiro Takahashi) (8:39).
  - Goto cubrió a Owens después de un «GTR».
- Hiroshi Tanahashi, Juice Robinson, Kushida y Michael Elgin derrotaron a Los Ingobernables de Japón (Bushi, Evil, Sanada & Tetsuya Naito) (12:38).
  - Elgin cubrió a Evil después de una «Elgin Bomb».
- The Briscoe Brothers (Jay Briscoe & Mark Briscoe) (c) derrotaron a The Young Bucks (Matt Jackson & Nick Jackson) y retuvieron el Campeonato en Parejas de la IWGP (15:02).
  - Jay cubrió a Matt después de un «Doomsday Device».
  - Después de la lucha, Guerrillas of Destiny atacaron a The Briscoe Brothers.
- Adam Cole (c) derrotó a Will Ospreay y retuvo el Campeonato Mundial de ROH (12:17).
  - Cole cubrió a Ospreay después de un «Last Shot».
- Kazuchika Okada (con Gedo) derrotó a Bad Luck Fale (con Yujiro Takahashi) (17:03).
  - Okada cubrió a Fale después de un «Rainmaker».
- Kenny Omega (con Matt Jackson & Nick Jackson) derrotó a YOSHI-HASHI (con Hirooki Goto) y retuvo su oportunidad por el Campeonato Peso Pesado de la IWGP en Wrestle Kingdom 11 (24:44).
  - Omega cubrió a Yoshi-Hashi después de un «One Winged Angel».
  - Después de la lucha, Goto retó a Omega a una lucha por su oportunidad al Campeonato Peso Pesado de la IWGP.

### 2016: Destruction in Kobe
Destruction in Kobe 2016 tuvo lugar el 25 de septiembre de 2016 desde el Kobe World Memorial Hall en Kobe, Japón.
En paréntesis se indica el tiempo de cada combate:
- Henare, Tiger Mask IV y Ryusuke Taguchi derrotaron a Chaos (Beretta, Rocky Romero & Will Ospreay) (6:57).
  - Taguchi forzó a Romero a rendirse con un «Ankle lock».
- Bullet Club (Chase Owens & Yujiro Takahashi) derrotaron a Hunter Club (Captain New Japan & Yoshitatsu) (0:48).
  - Yujiro cubrió a Captain después de un «Pimp Juice DDT».
- G.B.H. (Togi Makabe & Tomoaki Honma) derrotaron a Hiroyoshi Tenzan y Teruaki Kanemitsu (8:29).
  - Honma forzó a Kanemitsu a rendirse con un «Boston crab».
- reDRagon (Bobby Fish & Kyle O'Reilly) derrotaron a Manabu Nakanishi y Yuji Nagata (9:43).
  - Kyle forzó a Nakanishi a rendirse con un «Armbar».
- David Finlay, Ricochet y Satoshi Kojima derrotaron a Bullet Club (Adam Cole, Matt Jackson & Nick Jackson) y ganaron el Campeonato en Parejas de Peso Abierto 6-Man NEVER (14:18).
  - Ricochet cubrió a Nick después de una «Shooting star press».
  - Después de la lucha, Finlay retó a The Young Bucks por el Campeonato en Parejas Peso Pesado Junior de la IWGP.
- Bullet Club (Bad Luck Fale, Kenny Omega, Tama Tonga & Tanga Loa) derrotaron a Chaos (Hirooki Goto, Jay Briscoe, Mark Briscoe & Tomohiro Ishii) (12:27).
  - Tonga cubrió a Mark después de un «Guerrilla Warfare».
- Los Ingobernables de Japón (Bushi, Evil & Sanada) derrotaron a Hiroshi Tanahashi, Juice Robinson y Kushida (12:55).
  - Sanada forzó a Robinson a rendirse con un «Skull End».
- Chaos (Gedo, Jado, Kazuchika Okada & YOSHI-HASHI) derrotaron a Atsushi Kotoge, Daisuke Harada, Naomichi Marufuji y Toru Yano (11:31).
  - Yoshi-Hashi cubrió a Harada después de un «Karma».
  - Después de la lucha, Okada y Hashi retaron a Marufuji y Yano por el GHC Tag Team Championship.
- Tetsuya Naito derrotó a Michael Elgin (c) y ganó el Campeonato Intercontinental de la IWGP (32:06).
  - Naito cubrió a Elgin después de un «Destino».

### 2017: Destruction in Fukushima
Destruction in Fukushima 2017 tuvo lugar el 10 de septiembre de 2017 desde el Azuma Gymnasium en Fukushima, Japón.
En paréntesis se indica el tiempo de cada combate:
- Hirai Kawato y Yuji Nagata derrotaron a Manabu Nakanishi y Shota Umino (5:47).
  - Nagata forzó a Umito a rendirse con un «Crossface».
- Chaos (Hirooki Goto & YOSHI-HASHI) derrotaron a Monster Rage (Katsuya Kitamura & Tomoyuki Oka) (7:35).
  - Goto cubrió a Oka después de un «Penalty kick».
- Bullet Club (Chase Owens & Yujiro Takahashi) derrotaron a Chaos (Beretta & Jado) (7:36).
  - Takahashi cubrió a Jado después de un «Pimp Juice DDT».
- Taguchi Japan (David Finlay & Juice Robinson) derrotaron a Bullet Club (Bad Luck Fale & Leo Tonga) (5:04).
  - Robinson cubrió a Tonga después de un «Pulp Friction».
- Taguchi Japan (Hiroshi Tanahashi, KUSHIDA, Ricochet, Ryusuke Taguchi & Togi Makabe) derrotaron a Suzuki-gun (El Desperado, Taichi, Taka Michinoku, Takashi Iizuka & Yoshinobu Kanemaru) (10:40).
  - Taguchi cubrió a Michinoku después de un «Roll-up».
- War Machine (Hanson & Raymond Rowe) (c) derrotaron a Guerrillas of Destiny (Tama Tonga & Tanga Loa) y Killer Elite Squad (Davey Boy Smith Jr. & Lance Archer) y retuvieron el Campeonato en Parejas de la IWGP (11:09).
  - Rowe cubrió a Loa después de un «Fallout».
- Los Ingobernables de Japón (Hiromu Takahashi & Tetsuya Naito) derrotaron a Chaos (Tomohiro Ishii & Will Ospreay) (12:04).
  - Naito cubrió a Ospreay después de un «Destino».
- Los Ingobernables de Japón (Bushi, Evil (luchador) & Sanada) (c) derrotaron a Chaos (Kazuchika Okada, Rocky Romero & Toru Yano) (con Gedo) y retuvieron el Campeonato en Parejas de Peso Abierto 6-Man NEVER (14:00).
  - Bushi cubrió a Romero después de un «MX».
- Minoru Suzuki (c) (con El Desperado, Taichi, Taka Michinoku y Yoshinobu Kanemaru) derrotó a Michael Elgin (con Hiroshi Tanahashi, KUSHIDA, Ricochet y Ryusuke Taguchi) en un Lumberjack Deathmatch y retuvo el Campeonato de Peso Abierto NEVER (19:07).
  - Suzuki cubrió a Elgin después de un «Gotch piledriver».

### 2017: Destruction in Hiroshima
Destruction in Hiroshima 2017 tuvo lugar el 16 de septiembre de 2017 desde el Hiroshima Sun Plaza Hall en Hiroshima, Japón.
En paréntesis se indica el tiempo de cada combate:
- Chaos (Hirooki Goto, Jado & Yoshi-Hashi) derrotaron a Hiroyoshi Tenzan, Jushin Thunder Liger y Tiger Mask IV (7:20).
  - Yoshi-Hashi forzó a Tiger a rendirse con un «Butterfly lock».
- Taguchi Japan (David Finlay & Juice Robinson) derrotaron a Bullet Club (Bad Luck Fale & Leo Tonga) (4:32).
  - Robinson cubrió a Tonga después de un «Pulp Friction».
- Roppongi Vice (Beretta & Rocky Romero) derrotaron a Bullet Club (Chase Owens & Yujiro Takahashi) (con Pieter) (6:55).
  - Beretta cubrió a Owens después de un «Strong Zero».
- Kota Ibushi, Michael Elgin y Togi Makabe derrotaron a Suzuki-gun (Minoru Suzuki, Taka Michinoku & Takashi Iizuka) (8:09).
  - Ibushi cubrió a Izuka después de un «Kamigoye».
- Funky Future (Ricochet & Ryusuke Taguchi) (c) derrotaron a Suzuki-gun (Taichi & Yoshinobu Kanemaru) y retuvieron el Campeonato en Parejas Peso Pesado Junior de la IWGP (15:41).
  - Taguchi forzó a Kanemaru a rendirse con un «Ankle lock».
  - Después de la lucha, Rocky Romero, quien estaba en la mesa de comentarista, anunció el próximo debut de Roppongi 3K.
- War Machine (Hanson & Raymond Rowe) (c) derrotaron a Guerrillas of Destiny (Tama Tonga & Tanga Loa) y Killer Elite Squad (Davey Boy Smith Jr. & Lance Archer) y retuvieron el Campeonato en Parejas de la IWGP (11:05).
  - Rowe cubrió a Smith después de un «Fallout».
- Los Ingobernables de Japón (Bushi, Evil, Hiromu Takahashi, Sanada & Tetsuya Naito) derrotaron a Chaos (Gedo, Kazuchika Okada, Tomohiro Ishii, Toru Yano & Will Ospreay) (12:17).
  - Bushi cubrió a Gedo después de un «MX».
  - Después de la lucha, Naito y Evil continuaron atacando a Ishii y Okada, respectivamente.
- KUSHIDA (c) derrotó a El Desperado (con Taka Michinoku) y retuvo el Campeonato Peso Pesado Junior de la IWGP (16:56).
  - KUSHIDA cubrió a Desperado después de un «Back to the Future».
  - Después de la lucha, Ospreay retó a KUSHIDA por el campeonato. Luego, Hiromu Takahashi saldría también a retar a KUSHIDA pero fue rápidamente atacado por Ospreay.
- Hiroshi Tanahashi (c) derrotó a Zack Sabre Jr. (con Taka Michinoku) y retuvo el Campeonato Intercontinental de la IWGP (30:13).
  - Tanahashi cubrió a Sabre después de un «High Fly Flow».
  - Después de la lucha, Tanahashi retó a Ibushi a una lucha.

### 2017: Destruction in Kobe
Destruction in Kobe 2017 tuvo lugar el 24 de septiembre de 2017 desde el Kobe World Memorial Hall en Kobe, Japón.
En paréntesis se indica el tiempo de cada combate:
- Hirai Kawato y Hiroyoshi Tenzan derrotaron a Monster Rage (Katsuya Kitamura y Tomoyuki Oka) (5:42).
  - Tenzan forzó a Oka a rendirse con un «Anaconda Vise».
- Jushin Thunder Liger, Ricochet, Ryusuke Taguchi, Tiger Mask IV y Togi Makabe derrotaron a Suzuki-gun (El Desperado, Taichi, Taka Michinoku, Takashi Iizuka & Yoshinobu Kanemaru) (7:17).
  - Makabe cubrió a Michinoku después de un «King Kong knee drop».
- Chaos (Hirooki Goto & Yoshi-Hashi) derrotaron a Bullet Club (Bad Luck Fale & Chase Owens) (5:41).
  - Yoshi-Hashi cubrió a Owens después de un «Karma».
- Beretta derrotó a Yujiro Takahashi (con Pieter) (13:21).
  - Beretta cubrió a Takahashi después de un «Dudebuster».
- K.E.S. (Davey Boy Smith Jr. & Lance Archer) derrotaron a War Machine (Hanson & Raymond Rowe) (c) y Guerrillas of Destiny (Tama Tonga & Tanga Loa) en un Three-Way Tornado Tag Team Match y ganaron el Campeonato en Parejas de la IWGP (13:34).
  - Archer cubrió a Rowe después de un «Killer Bomb».
- Hiroshi Tanahashi y Michael Elgin derrotaron a David Finlay y Kota Ibushi (12:01).
  - Elgin cubrió a Finlay después de un «Elgin Bomb».
- Chaos (Rocky Romero, Tomohiro Ishii & Toru Yano) derrotaron a Los Ingobernables de Japón (Bushi, Sanada & Tetsuya Naito) (11:56).
  - Ishii cubrió a Bushi después de un «Brainbuster».
- Chaos (Kazuchika Okada & Will Ospreay) (con Gedo) derrotaron a Los Ingobernables de Japón (Evil & Hiromu Takahashi) (12:39).
  - Ospreay cubrió a Hiromu después de un «Ozcutter».
- Kenny Omega (c) derrotó a Juice Robinson y retuvo el Campeonato Peso Pesado de los Estados Unidos de la IWGP (32:55).
  - Omega cubrió a Robinson después de un «One Winged Angel» desde la tercera cuerda.

### 2018: Destruction in Hiroshima
Destruction in Hiroshima 2018 tuvo lugar el 15 de septiembre de 2018 desde el Hiroshima Sun Plaza Hall en Hiroshima, Japón.
En paréntesis se indica el tiempo de cada combate:
- KUSHIDA, Tiger Mask IV y Jushin Thunder Liger derrotaron a Roppongi 3K (Sho, Yoh & Rocky Romero) (7:14).
  - Tiger cubrió a Romero después de un «Tiger Suplex Hold».
- Bad Luck Fale derrotó a Toa Henare (2:46).
  - Fale cubrió a Henare después de un «Grenade».
- K.E.S. (Davey Boy Smith Jr. & Lance Archer) derrotaron a Ayato Yoshida y Michael Elgin (8:53).
  - Smith cubrió a Yoshida después de un «Killer Bomb».
- CHAOS (Will Ospreay, Chuckie T & Beretta) derrotaron a Bullet Club Elite (Chase Owens & Yujiro Takahashi) y Kota Ibushi (9:50).
  - Beretta cubrió a Owens después de un «Strong Zero».
- Firing Squad BC (Taiji Ishimori, Tama Tonga & Tanga Loa) (c) derrotaron a Taguchi Japan (Ryusuke Taguchi, David Finlay y Juice Robinson) y retuvieron el Campeonato en Parejas de Peso Abierto 6-Man NEVER (11:27).
  - Loa cubrió a Finlay después de un «Apeshit».
- CHAOS (Gedo, Toru Yano & Hirooki Goto) derrotaron a Suzuki-gun (Yoshinobu Kanemaru, Takashi Iizuka & Taichi) por descalificación (10:42).
  - Suzuki-gun fueron descalificados después de que Taichi golpeara a Goto con un micrófono.
  - Después de la lucha, Taichi continuó atacando a Goto.
- Los Ingobernables de Japón (Tetsuya Naito, Bushi, Evil & Sanada) derrotaron a Suzuki-gun (Minoru Suzuki, El Desperado, Taka Michinoku & Zack Sabre Jr.) (12:12).
  - Evil cubrió a Michinoku después de un «Magic Killer».
- Great Bash Heel (Tomoaki Honma & Togi Makabe) e Hiroshi Tanahashi derrotaron a CHAOS (Jay White, YOSHI-HASHI & Kazuchika Okada) (12:14).
  - Tanahashi cubrió a Yoshi-Hashi después de un «Roll Up».
- Kenny Omega (c) derrotó a Tomohiro Ishii y retuvo el Campeonato Peso Pesado de la IWGP (30:55).
  - Omega cubrió a Ishii después de un «One Winged Angel».

### 2018: Destruction in Beppu
Destruction in Beppu 2018 tuvo lugar el 17 de septiembre de 2018 desde el Beppu Beacon Plaza en Beppu, Japón.
En paréntesis se indica el tiempo de cada combate:
- Yuya Uemura, Manabu Nakanishi y Yuji Nagata derrotaron a Yota Tsuji, Satoshi Kojima y Hiroyoshi Tenzan (9:08).
  - Nagata cubrió a Tsuji después de un «Nagata Lock».
- Ren Narita y David Finlay derrotaron a Shota Umino y Toa Henare (6:38).
  - Finlay cubrió a Umino después de un «Stunner».
- Ayato Yoshida derrotó a Takashi Iizuka por descalificación (4:30).
  - Iizuka fue descalificado después de que Yoshida golpeara al árbitro.
- Taguchi Japan (Ryusuke Taguchi, Kushida, Tiger Mask IV y Jushin Thunder Liger) derrotaron a CHAOS (Sho, Yoh, Rocky Romero & Will Ospreay) (10:00).
  - Tiger cubrió a Romero después de un «Tombstone Piledriver».
- K.E.S. (Davey Boy Smith Jr. & Lance Archer) derrotaron a Best Friends (Beretta & Chuckie T) (10:34).
  - Archer cubrió a Beretta después de un «Killer Bomb».
- Suzuki-gun (El Desperado, Taka Michinoku & Zack Sabre Jr.) derrotaron a Los Ingobernables de Japón (Bushi, Evil & Sanada) (8:31).
  - Sabre cubrió a Evil después de un «Roll Up».
- Hiroshi Tanahashi, Juice Robinson, Tomoaki Honma y Togi Makabe derrotaron a CHAOS (Jay White, YOSHI-HASHI, Toru Yano & Kazuchika Okada) (13:01).
  - Robinson cubrió a Yoshi-Hashi después de un «Pulp Friction».
- Taichi (con Miho Abe) derrotó a Hirooki Goto (c) y ganó el Campeonato de Peso Abierto NEVER (20:54).
  - Taichi cubrió a Goto después de un «Air Raid Crash».
  - Durante la lucha, Iizuka, Desperado y Kanemaru interfirieron a favor de Taichi, pero fueron atacados por Sho y Yoh.
- Tetsuya Naito derrotó a Minoru Suzuki (32:08).
  - Naito cubrió a Suzuki después de un «Destino».

### 2018: Destruction in Kobe
Destruction in Kobe 2018 tuvo lugar el 23 de septiembre de 2018 desde el Kobe World Memorial Hall en Kobe, Japón.
En paréntesis se indica el tiempo de cada combate:
- Yota Tsuji y Yuya Uemura terminaron sin resultado (10:00).
  - El encuentro resultó en empate cuando superó el tiempo de límite de los 10 minutos reglamentarios.
- Roppongi 3K (Sho & Yoh) (con Rocky Romero) derrotaron a Ren Narita y Shota Umino (8:46).
  - Yoh cubrió a Narita después de un «Falcon Arrow».
- Tiger Mask IV y Jushin Thunder Liger derrotaron a Suzuki-gun (El Desperado & Yoshinobu Kanemaru) (6:50).
  - Mask cubrió a Kanemaru después de un «Clutch Hold».
  - El Campeonato en Parejas Peso Pesado Junior de la IWGP de Kanemaru & El Desperado no estuvieron en juego.
  - Después de la lucha, Liger retó a los campeones a una lucha por el título.
- Manabu Nakanishi, Yuji Nagata, Satoshi Kojima y Hiroyoshi Tenzan derrotaron a Ayato Yoshida, Ryusuke Taguchi, Tomoaki Honma y Togi Makabe (9:56).
  - Nagata cubrió a Yoshida después de un «Back Drop Hold».
- Best Friends (Beretta & Chuckie T.) derrotaron a K.E.S. (Davey Boy Smith Jr. & Lance Archer) (12:41).
  - Beretta cubrió a Archer después de un «Clutch Hold».
- CHAOS (Jay White, Will Ospreay, YOSHI-HASHI) derrotaron a Toa Henare, David Finlay y Juice Robinson (9:05).
  - White cubrió a Henare después de un «Blade Runner».
- Los Ingobernables de Japón (Tetsuya Naito, Evil & Sanada) derrotaron a Suzuki-gun (Minoru Suzuki, Taka Michinoku & Zack Sabre Jr.) (11:20).
  - Evil cubrió a Michinoku después de un «Evil».
- KUSHIDA derrotó a Bushi en la semifinal del torneo por el vacante Campeonato Peso Pesado Junior de la IWGP (16:41).
  - KUSHIDA cubrió a Bushi después de un «Back to the Future».
  - Como resultado, KUSHIDA avanzó a la final del torneo.
- Hiroshi Tanahashi derrotó a Kazuchika Okada y retuvo su oportunidad por el Campeonato Peso Pesado de la IWGP en Wrestle Kingdom 13 (35:43).
  - Tanahashi cubrió a Okada después de un «High Fly Flow».
  - Después de la lucha, Jay White atacó a Tanahashi y a Okada.
  - Luego del ataque, Gedo intento calmar a White, pero Gedo golpea a Okada con una silla, cambiando a heel.

### 2019: Destruction in Beppu
Destruction in Beppu 2019 tuvo lugar el 15 de septiembre de 2019 desde el Beppu Beacon Plaza en Beppu, Japón.
En paréntesis se indica el tiempo de cada combate:
- Young Lion Cup 2019: Karl Fredericks derrotó a Yota Tsuji (7:23).
  - Fredericks forzó a Tsuji a rendirse con un «Elevated Half Boston Crab».
- Young Lion Cup 2019: Shota Umino derrotó a Alex Coughlin (8:14).
  - Umino cubrió a Coughlin después de un «Fisherman's Suplex».
- Yuya Uemura, Ren Narita, Ryusuke Taguchi y Yuji Nagata derrotaron a Michael Richards, Clark Connors, Toa Henare y Manabu Nakanishi (11:18).
  - Taguchi forzó a Richards a rendirse con un «Oh My & Garankle».
- Roppongi 3K (Sho & Yoh) y Jushin Thunder Liger derrotaron a Suzuki-gun (Minoru Suzuki, Yoshinobu Kanemaru & Douki) (10:36).
  - Sho cubrió a Douki después de un «3K».
- Bullet Club (El Phantasmo, Taiji Ishimori, Yujiro Takahashi, Bad Luck Fale & KENTA) derrotaron a Robbie Eagles, Will Ospreay, Tomoaki Honma, Togi Makabe y Kota Ibushi (9:17).
  - Kenta cubrió a Honma después de un «Go2Sleep».
- Los Ingobernables de Japón (Bushi, Shingo Takagi & Sanada) derrotaron a CHAOS (Rocky Romero, Hirooki Goto & Kazuchika Okada) (10:40).
  - Sanada forzó a Romero a rendirse con un «Skull End».
- Los Ingobernables de Japón (Evil & Tetsuya Naito) derrotaron a Bullet Club (Chase Owens & Jay White) (con Gedo) (11:11).
  - Naito cubrió a Owens después de un «Destino».
- Guerrillas of Destiny (Tama Tonga & Tanga Loa) (con Jado) derrotaron a CHAOS (YOSHI-HASHI & Tomohiro Ishii) y retuvieron el Campeonato en Parejas de la IWGP (21:35).
  - Tonga cubrió a Yoshi-Hashi después de un «Schoolboy».
- Zack Sabre Jr. derrotó a Hiroshi Tanahashi y ganó el Campeonato Peso Pesado Británico (26:43).
  - Sabre forzó a Tanahashi a rendirse con un «Ground Cobra Twist».

### 2019: Destruction in Kagoshima
Destruction in Kagoshima 2019 tuvo lugar el 16 de septiembre de 2019 desde el Kagoshima Arena en Kagoshima, Japón.
En paréntesis se indica el tiempo de cada combate:
- Young Lion Cup 2019: Yuya Uemura derrotó a Clark Connors (9:31).
  - Uemura forzó a Connors a rendirse con un «Boston Crab».
- Young Lion Cup 2019: Ren Narita derrotó a Michael Richards (7:18).
  - Narita cubrió a Richards después de un «Narita Special #4».
- Alex Coughlin, Karl Fredericks, Toa Henare y Manabu Nakanishi derrotaron a Yota Tsuji, Shota Umino, Ryusuke Taguchi y Yuji Nagata (9:45)
  - Henare cubrió a Tsuji después de un «TOA Bottom».
- CHAOS (Sho, Yoh, YOSHI-HASHI & Tomohiro Ishii) derrotaron a Bullet Club (Chase Owens, Bad Luck Fale, Tama Tonga & Tanga Loa) (con Jado) (6:51).
  - Yoh cubrió a Tonga después de un «Inside Cradle».
- Jushin Thunder Liger, Tomoaki Honma, Togi Makabe y Hiroshi Tanahashi derrotaron a Suzuki-gun (Minoru Suzuki, Zack Sabre Jr., Yoshinobu Kanemaru & Douki) por descalificación (9:22).
  - Suzuki fue descalificado después golpear a Liger con una silla.
- CHAOS (Rocky Romero, Hirooki Goto & Kazuchika Okada) derrotaron a Los Ingobernables de Japón (Bushi, Shingo Takagi & Sanada) (10:08).  
  - Okada cubrió a Bushi después de un «Rainmaker».
- Los Ingobernables de Japón (Evil & Tetsuya Naito) derrotaron a Bullet Club (Yujiro Takahashi & Jay White) (con Gedo) (11:50).
  - Evil cubrió a Takahashi después de un «Evil».
- Bullet Club (El Phantasmo & Taiji Ishimori) derrotaron a Birds of Prey (Will Ospreay & Robbie Eagles) y retuvieron el Campeonato en Parejas Peso Pesado Junior de la IWGP (23:10).
  - El Phantasmo cubrió a Eagles después de un «CR2».
- Kota Ibushi derrotó a KENTA y retuvo su oportunidad por el Campeonato Peso Pesado de la IWGP en Wrestle Kingdom 14 (26:23).
  - Ibushi cubrió a KENTA después de un «Kamigoye».
  - El Campeonato de Peso Abierto NEVER de KENTA no estuvo en juego.

### 2019: Destruction in Kobe
Destruction in Kobe 2019 tuvo lugar el 22 de septiembre de 2019 desde el Kobe World Memorial Hall en Kobe, Japón.
En paréntesis se indica el tiempo de cada combate:
- Yuya Uemura, Yota Tsuji y Yuji Nagata derrotaron a Michael Richards, Alex Coughlin y Manabu Nakanishi (10:05).
  - Tsuji forzó a Coughlin a rendirse con un «Boston Crab».
- Young Lion Cup 2019: Clark Connors derrotó a Ren Narita (7:25).
  - Connors forzó a Narita a rendirse con un «Boston Crab».
- Young Lion Cup 2019: Karl Fredericks derrotó a Shota Umino (7:17).
  - Fredericks forzó a Umino a rendirse con un «Elevated Half Boston Crab».
  - Fredericks se proclamó ganador de la Young Lion Cup al obtener 12 puntos con esta victoria.
- Bullet Club (Chase Owens, Yujiro Takahashi & Bad Luck Fale) derrotaron a Toa Henare, Tomoaki Honma y Togi Makabe (8:22).
  - Owens cubrió a Henare después de un «Package Piledriver».
- Suzuki-gun (Douki, Yoshinobu Kanemaru, Minoru Suzuki & Zack Sabre Jr.) derrotaron a Rocky Romero, Tiger Mask IV, Jushin Thunder Liger y Hiroshi Tanahashi por descalificación (3:10). 
  - Liger fue descalificado después atacar a Suzuki incesantemente.
- CHAOS (Sho, Yoh, Will Ospreay, YOSHI-HASHI & Tomohiro Ishii) derrotaron a Bullet Club (El Phantasmo, Taiji Ishimori, Tanga Loa, Tama Tonga & KENTA) (con Jado) (9:40).
  - Yoh cubrió a Loa con un «Roll-up».
- Los Ingobernables de Japón (Bushi, Evil & Sanada) derrotaron a Kota Ibushi, Robbie Eagles y Kazuchika Okada (13:50).
  - Sanada forzó a Eagles a rendirse con un «Skull End».
- Hirooki Goto derrotó a Shingo Takagi (20:27).
  - Goto cubrió a Takagi después de un «GTR».
- Jay White (con Gedo) derrotó a Tetsuya Naito y ganó el Campeonato Intercontinental de la IWGP (29:47).
  - White cubrió a Naito después de un «Bladerunner».

### 2023: Destruction in Kobe
Destruction in Kobe 2023 tuvo lugar el 24 de septiembre de 2023 desde el Kobe World Memorial Hall en Kobe, Japón.
En paréntesis se indica el tiempo de cada combate:
- Bullet Club War Dogs (Clark Connors & Drilla Moloney) derrotaron a Kevin Knight y Tiger Mask IV (6:57).
  - Moloney cubrió a Mask después de un «Full Clip».
  - El Campeonato en Parejas Peso Pesado Junior de la IWGP de Connors & Moloney no estuvo en juego.
- Just Five Guys (TAKA Michinoku, DOUKI & SANADA) derrotaron a House of Torture (Dick Togo, Yujiro Takahashi & EVIL) (8:32).
  - Michinoku cubrió a Togo después de un «Michinoku Driver».
- Guerrillas of Destiny (Jado, El Phantasmo, Hikuleo, Tanga Loa & Tama Tonga) derrotaron a Bullet Club (Gedo, Gabe Kidd, Alex Coughlin, Chase Owens & David Finlay) (10:12).
  - Tonga cubrió a Gedo después de un «Gun Stun».
- Chaos (Lio Rush & YOH) derrotaron a Los Ingobernables de Japón (BUSHI & Hiromu Takahashi) (9:14).
  - Rush cubrió a BUSHI después de un «The Final Hour».
- TMDK (Bad Dude Tito & Zack Sabre Jr.) derrotaron a Chaos (Kazuchika Okada & Tomohiro Ishii) (12:15).
  - Sabre cubrió a Ishii después de un «European Clutch».
- SHO derrotó a Taichi y ganó el Campeonato KOPW 2023 (13:01).
  - SHO cubrió a Taichi después de un «Shock Arrow».
  - Durante la lucha, todos los miembros de Just Five Guys y House of Torture tuvieron que estar esposados unos a otros.
  - Durante la lucha, el miembro de Just Five Guys, Yoshinobu Kanemaru, traicionó a Taichi y se unió a House of Torture.
- Bishamon (Hirooki Goto & Yoshi-Hashi) derrotaron a TMDK (Mikey Nicholls & Shane Haste) y retuvieron el Campeonato en Parejas de la IWGP (12:29).
  - Yoshi-Hashi cubrió a Nicholls después de un «Crucifix Bomb».
- Shingo Takagi derrotó a Great-O-Khan (12:27).
  - Takagi cubrió a O-Khan después de un «Last of the Dragon».
- Tetsuya Naito derrotó a Jeff Cobb y retuvo su oportunidad por el Campeonato Mundial Peso Pesado de la IWGP en Wrestle Kingdom 18 (14:17).
  - Naito cubrió a Cobb después de un «Destino».
- Will Ospreay derrotó a Yota Tsuji y retuvo el Campeonato Peso Pesado de los Estados Unidos de la IWGP (27:51).
  - Ospreay cubrió a Tsuji después de un «Storm Breaker».

### 2023: Destruction in Ryogoku
Destruction in Ryogoku 2023 tuvo lugar el 9 de octubre de 2023 desde la Arena Kokugikan en Tokio, Japón.
En paréntesis se indica el tiempo de cada combate:
- Kick Off: YOSHI-HASHI, Toru Yano, Oskar Leube, Ryusuke Taguchi y Tiger Mask IV derrotaron a Takeshi Masada, Kazumi Sumi, Kengo, Jyun Masaoka y Takahiro Katori (8:14).
  - Taguchi forzó a Katori a rendirse con un «Oh My & Garankle».
- Just 5 Guys (DOUKI, Taichi & Yuya Uemura) derrotaron a House of Torture (Yoshinobu Kanemaru, SHO & Yujiro Takahashi) (7:57).
  - Uemura cubrió a Takahashi después de un «Deadbolt Suplex».
- Tanga Loa (con Jado) derrotó a Chase Owens (8:15).
  - Loa forzó a Owens a rendirse con un «OJK».
- Los Ingobernables de Japón (BUSHI, Yota Tsuji, Shingo Takagi & Tetsuya Naito) derrotaron a United Empire (Callum Newman, Henare, Great-O-Khan & Jeff Cobb) (7:44).
  - Naito cubrió a Newman después de un «Destino».
- Bullet Club War Dogs (Clark Connors & Drilla Moloney) derrotaron a Intergalactic Jet Setters (Kevin Knight & KUSHIDA) y retuvieron el Campeonato en Parejas Peso Pesado Junior de la IWGP (13:28).
  - Moloney cubrió a KUSHIDA después de un «Full Clip».
- Shota Umino, Yuji Nagata y Master Wato derrotaron a STRONG STYLE (El Desperado, Minoru Suzuki & Ren Narita) (14:10).
  - Umino cubrió a Narita después de un «Death Rider».
- Guerrillas of Destiny (El Phantasmo & Hikuleo) (con Jado) derrotaron a Bullet Club War Dogs (Alex Coughlin & Gabe Kidd) y ganaron el Campeonato en Parejas de Peso Abierto STRONG (13:12).
  - El Phantasmo cubrió a Coughlin después de un «Super Thunder Kiss'86».
- Hiroshi Tanahashi, Kazuchika Okada & Tomohiro Ishii derrotaron a The Motor City Machine Guns (Alex Shelley & Chris Sabin) y Josh Alexander y retuvieron el Campeonato en Parejas de Peso Abierto 6-Man NEVER (15:40).
  - Tanahashi cubrió a Shelley después de un «High Fly Flow».
- Tama Tonga (con Jado) derrotó a David Finlay (con Gedo) y ganó el Campeonato de Peso Abierto NEVER (19:39).
  - Tonga cubrió a Finlay después de un «DSD».
- Hiromu Takahashi derrotó a YOH y Mike Bailey y retuvo el Campeonato Peso Pesado Junior de la IWGP (17:53).
  - Hiromu cubrió a YOH después de un «Time Bomb II».
  - Originalmente Lio Rush iba a participar de la lucha, pero fue reemplazado por YOH, debido a una enfermedad.
  - Después de la lucha, Taiji Ishimori atacó a Hiromu y lo retó a una lucha por el campeonato.
- SANADA derrotó a EVIL (con Dick Togo) en un Lumberjack Death Match y retuvo el Campeonato Mundial Peso Pesado de la IWGP (28:01).
  - Sanada cubrió a EVIL después de un «Dead Fall».

### 2024: Destruction in Kobe
Destruction in Kobe 2024 tuvo lugar el 29 de septiembre de 2024 desde el Kobe World Memorial Hall en Kobe, Japón.
En paréntesis se indica el tiempo de cada combate:
- Shota Umino, Ryusuke Taguchi y Dragon Dia derrotaron a Yuji Nagata, Tomoaki Honma y Tiger Mask IV (7:24).
  - Umino cubrió a Honma después de un «Death Rider».
- Los Ingobernables de Japón (BUSHI, Hiromu Takahashi & Yota Tsuji) derrotaron a United Empire (Jeff Cobb, Callum Newman & Francesco Akira) (7:24).
  - Takahashi forzó a Akira a rendirse con un «Arm-Style Figure-Four Leglock».
- La lucha entre Hirooki Goto y Gabe Kidd terminó sin resultado (2:00).
  - El combate terminó sin resultado después de un doble conteo fuera del ring.
- Hirooki Goto derrotó a Gabe Kidd en un No Disqualication Match (10:57).
  - Goto cubrió a Kidd después de un «GTR».
- TMDK (Zack Sabre Jr., Kosei Fujita & Ryohei Oiwa) derrotaron a Just 5 Guys (TAKA Michinoku, Taichi & SANADA) (6:30).
  - Oiwa cubrió a Michinoku después de un «The Grip».
- Hiroshi Tanahashi, Oleg Boltin & Toru Yano derrotaron a House of Torture (EVIL, SHO & Yujiro Takahashi) (con Dick Togo) y retuvieron el Campeonato en Parejas de Peso Abierto 6-Man NEVER (11:19).
  - Tanahashi cubrió a Takahashi después de un «High Fly Flow».
- DOUKI derrotó a Yoshinobu Kanemaru y retuvo el Campeonato Peso Pesado Junior de la IWGP (20:12).
  - DOUKI cubrió a Kanemaru después de un «Suplex De La Luna».
  - Después de la lucha, SHO atacó a DOUKI.
- Shingo Takagi derrotó a HENARE y ganó el Campeonato de Peso Abierto NEVER (19:24).
  - Takagi cubrió a HENARE después de un «Last of the Dragon».
- David Finlay (con Gedo) derrotó a YOSHI-HASHI y retuvo el Campeonato Global Peso Pesado de la IWGP (21:37).
  - Finlay cubrió a YOSHI-HASHI después de un «Overkill».
  - Después de la lucha, Hirooki Goto confrontó a Finlay.
- Tetsuya Naito derrotó a Great-O-Khan y retuvo el Campeonato Mundial Peso Pesado de la IWGP (30:44).
  - Naito cubrió a O-Khan después de un «Destino».
  - Después de la lucha, Zack Sabre Jr. confrontó a Naito.